# .gy
.gy is het internet landcode topleveldomein van Guyana.